# العلاقات البحرينية المغربية
العلاقات البحرينية المغربية هي العلاقات الثنائية التي تجمع بين البحرين والمغرب.

### الدعم الثابت لمبادرة الحكم الذاتي
لطالما عبرت دولة البحرين، في مناسبات عدة، عن موقفها الثابت والمتضامن الذي يدعم السيادة الوطنية للمغرب ووحدته الترابية، إلى جانب دعمها للجهود المشهودة التي يبذلها المغرب لإيجاد حل سياسي لقضية الصحراء المغربية، على أساس المبادرة الحكم الذاتي وفي إطار السيادة الوطنية للمملكة ووحدتها الترابية، كحل يتطابق مع القانون الدولي وقرارات مجلس الأمن والجمعية العامة للأمم المتحدة.
و تجدر الإشارة في هذا الصدد، إلى أن مملكة البحرين قد سبق لها فتح قنصلية عامة بمدينة العيون المغربية في دجنبر من سنة 2020، بأمر من الملك حمد بن عيسى آل خليفة، وذلك تأكيدا على التزام مملكة البحرين بدعم الحقوق المشروعة للمملكة المغربية وتجسيدا لعمق العلاقات التاريخية الوثيقة بين المملكتين الشقيقتين.

## مقارنة بين البلدين
هذه مقارنة عامة ومرجعية للدولتين:
| وجه المقارنة                                              | البحرين       | المغرب                                 |
| --------------------------------------------------------- | ------------- | -------------------------------------- |
| المساحة (كم2)                                             | 765           | 710.85 ألف                             |
| عدد السكان (نسمة)                                         | 1.49 مليون    | 36.07 مليون                            |
| الكثافة السكانية (ن./كم²)                                 | 194.77 ألف    | 50.74                                  |
| العاصمة                                                   | المنامة       | الرباط                                 |
| اللغة الرسمية                                             | اللغة العربية | اللغة العربية، أمازيغية معيارية مغربية |
| العملة                                                    | دينار بحريني  | درهم مغربي                             |
| الناتج المحلي الإجمالي (بليون دولار)                      | 35.31 مليار   | 109.14 مليار                           |
| الناتج المحلي الإجمالي (تعادل القوة الشرائية) بليون دولار | 64.16 مليار   | 274.06 مليار                           |
| الناتج المحلي الإجمالي الاسمي للفرد دولار أمريكي          | 22.60 ألف     | 2.88 ألف                               |
| الناتج المحلي الإجمالي للفرد دولار أمريكي                 | 45.50 ألف     | 7.49 ألف                               |
| مؤشر التنمية البشرية                                      | 0.824         | 0.628                                  |
| رمز المكالمات الدولي                                      | +973          | +212                                   |
| رمز الإنترنت                                              | .bh           | .ma                                    |
| المنطقة الزمنية                                           | ت ع م+03:00   | ت ع م+01:00                            |

## منظمات دولية مشتركة
يشترك البلدان في عضوية مجموعة من المنظمات الدولية، منها:
| علم المنظمة | اسم المنظمة                                 | تاريخ انضمام البحرين | تاريخ انضمام المغرب |
| ----------- | ------------------------------------------- | -------------------- | ------------------- |
|             | وكالة ضمان الاستثمار متعدد الأطراف          | 12 أبريل 1988        | 17 سبتمبر 1992      |
|             | الأمم المتحدة                               | 21 سبتمبر 1971       | 12 نوفمبر 1956      |
|             | الفريق المعني برصد الأرض                    | ?                    | ?                   |
|             | جامعة الدول العربية                         | 11 سبتمبر 1971       | 1 أكتوبر 1958       |
|             | صندوق النقد العربي                          | ?                    | ?                   |
|             | منظمة التعاون الإسلامي                      | ?                    | 25 سبتمبر 1969      |
|             | منظمة حظر الأسلحة الكيميائية                | ?                    | ?                   |
|             | منظمة التجارة العالمية                      | ?                    | 1995                |
|             | منظمة الشرطة الجنائية الدولية               | ?                    | ?                   |
|             | الصندوق العربي للإنماء الاقتصادي والاجتماعي | ?                    | ?                   |
|             | يونسكو                                      | 18 يناير 1972        | 7 نوفمبر 1956       |
|             | الاتحاد البريدي العالمي                     | ?                    | ?                   |
|             | البنك الدولي للإنشاء والتعمير               | 15 سبتمبر 1972       | 25 أبريل 1958       |
|             | المنظمة الهيدروغرافية الدولية               | ?                    | ?                   |
|             | المصرف العربي للتنمية الاقتصادية في أفريقيا | ?                    | ?                   |
|             | الاتحاد الدولي للاتصالات                    | 1975                 | 1 نوفمبر 1956       |
|             | مؤسسة التمويل الدولية                       | 22 سبتمبر 1995       | 30 أغسطس 1962       |
|             | المركز الدولي لتسوية المنازعات الاستشارية   | 15 مارس 1996         | 10 يونيو 1967       |

## أعلام
هذه قائمة لبعض الشخصيات التي تربطها علاقات بالبلدين:
- المصطفى رياض (عداء مراثوني بحريني، 5 أغسطس 1975 – )
- رشيد رمزي (17 يوليو 1980 – )
- فوزي عايش (لاعب كرة قدم مغربي، 27 فبراير 1985[27] – )

## وصلات خارجية
- موقع وزارة الخارجية البحرينية
- موقع وزارة الخارجية المغربية